# Buccinum ciliatum
Buccinum ciliatum är en snäckart som beskrevs av Fabricius 1780. Buccinum ciliatum ingår i släktet Buccinum och familjen valthornssnäckor. Inga underarter finns listade i Catalogue of Life.

## Bildgalleri

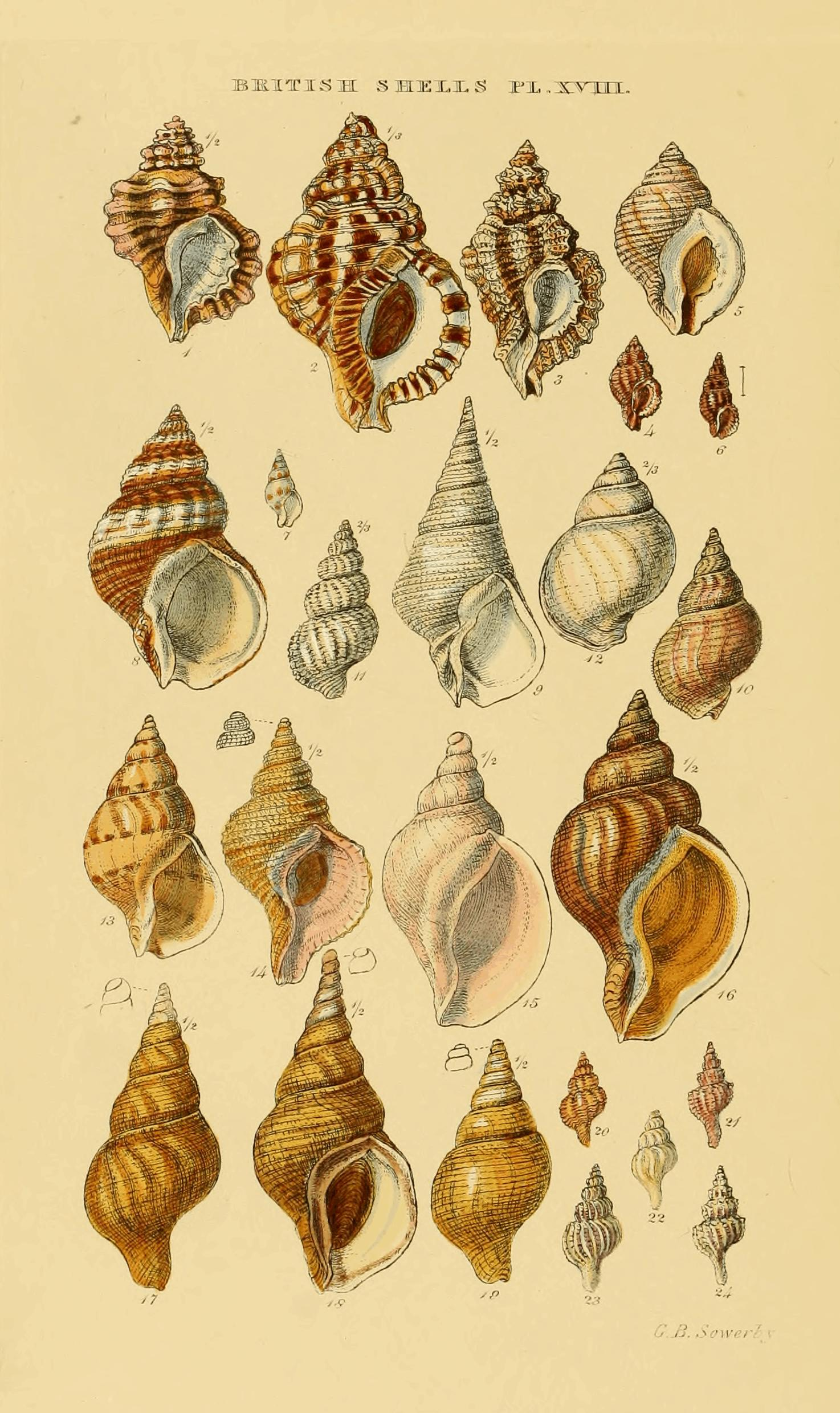